# Łukasz Rogulski
Łukasz Rogulski, né le 10 juin 1993 à Olsztyn, est un handballeur polonais qui évolue au poste de pivot. En 2024, il a rejoint le KS Kielce.

## Carrière sportive
Ancien élève du Szczypiorniak Olsztyn, puis étudiant et joueur du SMS Gdańsk. Lors de la saison 2011/2012, il a marqué 120 buts en première ligue.
En 2012, il rejoint le Wybrzeże Gdańsk, avec lequel il est promu en Superleague lors de la saison 2013/2014 (il a inscrit 117 buts). Lors de la saison 2014/2015, il a été le meilleur buteur de Wybrzeże Gdańsk en première division - inscrivant 141 buts en 28 matchs. Lors de la saison 2016/2017, au cours de laquelle il a disputé 30 matchs de Super League et marqué 123 buts. Par la suite, il a été désigné meilleur pivot de la compétition. Lors de la saison 2017/2018, au cours de laquelle il a disputé 33 matchs et marqué 150 buts, il a terminé huitième au classement des meilleurs buteurs de la ligue. En outre, il a été nommé pour la deuxième fois consécutive au titre de meilleur pivot de la Super League.
En 2018, il a rejoint le Azoty-Puławy pour un contrat de trois ans. Lors de la saison 2018/2019, il dispute 25 matchs en Superleague et a marqué 65 buts, et en Coupe de l'EHF, il a participé à huit matchs, au cours desquels il a marqué 25 buts.
Pour la saison 2022/2023, il part en Grèce rejoindre l'AEK Athènes.
Il retourne en Pologne pour la saison 2024/2025 au sein du KS Kielce.

### Carrière internationale
En 2010, avec l'équipe nationale polonaise junior, il a participé au championnat d'Europe des moins de 18 ans au Monténégro, où il a marqué 17 buts en sept matchs.En 2011, il a participé aux championnats d'Europe juniors Open en Suède (6e place). En 2012, il a participé avec l'équipe junior au championnat d'Europe des moins de 20 ans en Turquie, où il a marqué 8 buts,.
Depuis 2013, il fait régulièrement des apparitions dans l'équipe nationale B. Il a notamment participé au tournoi de Wągrowiec (novembre 2015), au cours duquel il a marqué cinq buts, tandis qu'en novembre 2016, il a participé à un tournoi amical international à Płock, au cours duquel il a inscrit 14 buts en trois matchs.
En mai 2017, il a été appelé pour la première fois en équipe nationale A. Il y a fait ses débuts le 8 juin 2017 lors d'un match perdu contre la Suède (27:33), au cours duquel il a marqué un but.

## Statistiques
| SMS Gdańsk      | 2010/2011 | I liga    | 22  | 74  | 3,4 |
| SMS Gdańsk      | 2011/2012 | I liga    | 21  | 120 | 5,7 |
| SMS Gdańsk      | Razem     | Razem     | 43  | 194 | 4,5 |
| Wybrzeże Gdańsk | 2012/2013 | I liga    | 23  | 95  | 4,1 |
| Wybrzeże Gdańsk | 2013/2014 | I liga    | 23  | 117 | 5,1 |
| Wybrzeże Gdańsk | 2014/2015 | Superliga | 28  | 141 | 5   |
| Wybrzeże Gdańsk | 2015/2016 | I liga    | 26  | 103 | 4   |
| Wybrzeże Gdańsk | 2016/2017 | Superliga | 30  | 123 | 4,1 |
| Wybrzeże Gdańsk | 2017/2018 | Superliga | 33  | 150 | 4,5 |
| Wybrzeże Gdańsk | Razem     | Razem     | 163 | 729 | 4,5 |
| KS Azoty-Puławy | 2018/2019 | Superliga | 25  | 65  | 2,6 |
| Superliga       | Superliga | Superliga | 116 | 479 | 4,1 |
| I liga          | I liga    | I liga    | 115 | 509 | 4,4 |
|                 |           |           |     |     |     |